# 앨 세인트존
앨 세인트존(영어: Al St. John, 1892년 9월 10일 ~ 1963년 1월 21일)은 미국의 배우이다.

## 영화
- 릴 애브너 (1940년)
- 알래스카의 정열 (1938년)
- 댄스 오브 라이프 (1929년)
- 하이 사인 (1921년)
- 허수아비 (1920년)
- 백 스테이지 (1919년)
- 굿나잇, 너스! (1918년)
- 더 벨 보이 (1918년)
- 더 러프 하우스 (1917년)
- 오 닥터! (1917년)
- 히스 웨딩 나이트 (1917년)
- 호건스 머시 잡 (1915년)
- 아워 데어-데블 치프 (1915년)
- 라운더스 (1914년)
- 마벨의 바쁜 날 (1914년)
- 마벨스 스트레인지 프레디커먼트 (1914년)
- 마벨의 운전 (1914년)
- 녹아웃 (1914년)
- 마벨스 매리드 라이프 (1914년)
- 새로온 수위 (1914년)
- 그의 지나간 시대 (1914년)